# Bethania de la Cruz
Bethania de la Cruz, född 13 maj 1987, är en  volleybollspelare (vänsterspiker).
De la Cruz spelar i Dominikanska republikens landslag och har med dem vunnit  nordamerikanska mästerskapet 2009, 2019 och 2021 och har tagit medalj i mästerskapet vid flera tillfällen. Vid mästerskapet 2011 utsågs hon till mest värdefulla spelare. Hon har även spelat med landslaget vid VM 2006, 2010, 2014, 2018 och 2022. Hon har spelat med ett stort antal klubbar i Nordamerika, Europa och Asien..